# Joiselle
Joiselle és un municipi francès, situat al departament del Marne i a la regió del Gran Est. L'any 2007 tenia 86 habitants.

## Demografia

### Població
El 2007 la població de fet de Joiselle era de 86 persones. Hi havia 40 famílies, de les quals 12 eren unipersonals (8 homes vivint sols i 4 dones vivint soles), 16 parelles sense fills i 12 parelles amb fills.
La població ha evolucionat segons el següent gràfic:
Habitants censats

### Habitatges
El 2007 hi havia 54 habitatges, 38 eren l'habitatge principal de la família, 11 eren segones residències i 5 estaven desocupats. Tots els 54 habitatges eren cases. Dels 38 habitatges principals, 33 estaven ocupats pels seus propietaris i 5 estaven llogats i ocupats pels llogaters; 2 tenien dues cambres, 8 en tenien tres, 4 en tenien quatre i 24 en tenien cinc o més. 23 habitatges disposaven pel capbaix d'una plaça de pàrquing. A 14 habitatges hi havia un automòbil i a 21 n'hi havia dos o més.

### Piràmide de població
La piràmide de població per edats i sexe el 2009 era:
| Homes | Edats   | Dones |
| ----- | ------- | ----- |
| 0     | 95 o +  | 0     |
| 0     | 90 a 94 | 0     |
| 0     | 85 a 89 | 0     |
| 0     | 80 a 84 | 0     |
| 0     | 75 a 79 | 0     |
| 4     | 70 a 74 | 4     |
| 0     | 65 a 69 | 0     |
| 4     | 60 a 64 | 0     |
| 0     | 55 a 59 | 0     |
| 12    | 50 a 54 | 0     |
| 4     | 45 a 49 | 12    |
| 0     | 40 a 44 | 0     |
| 4     | 35 a 39 | 0     |
| 0     | 30 a 34 | 0     |
| 4     | 25 a 29 | 4     |
| 4     | 20 a 24 | 4     |
| 4     | 15 a 19 | 4     |
| 0     | 10 a 14 | 4     |
| 0     | 5 a 9   | 0     |
| 0     | 0 a 4   | 0     |

## Economia
El 2007 la població en edat de treballar era de 66 persones, 49 eren actives i 17 eren inactives. De les 49 persones actives 44 estaven ocupades (26 homes i 18 dones) i 5 estaven aturades (1 home i 4 dones). De les 17 persones inactives 8 estaven jubilades, 3 estaven estudiant i 6 estaven classificades com a «altres inactius».
Activitats econòmiques
Dels 6 establiments que hi havia el 2007, 1 era d'una empresa de fabricació d'altres productes industrials, 1 d'una empresa de construcció, 3 d'empreses de serveis i 1 d'una empresa classificada com a «altres activitats de serveis».
Dels 2 establiments de servei als particulars que hi havia el 2009, 1 era un paleta i 1 tintoreria.
L'any 2000 a Joiselle hi havia 6 explotacions agrícoles.

## Poblacions més properes
El següent diagrama mostra les poblacions més properes.